# پایگاه هوایی اورنج/کاریتت
پایگاه هوایی اورنج/کاریتت (به انگلیسی: Orange-Caritat Air Base) (به زبان بومی: Base aérienne 115 Orange-Caritat "Capitaine de Seyne") یک فرودگاه نظامی با کد یاتا XOG است که یک باند فرود بتن دارد و طول باند آن ۲۴۰۷ متر است. این فرودگاه در کشور فرانسه قرار دارد و در ارتفاع ۶۰ متری از سطح دریا واقع شده است.